# Gustaf Mattsson
Gustaf Isidor Mattsson (ur. 8 września 1893 w Länna w gminie Uppsala, zm. 15 stycznia 1977 w Sundbyberg) – szwedzki lekkoatleta (długodystansowiec), medalista olimpijski z 1920.
Na igrzyskach olimpijskich w 1920 w Antwerpii Mattsson zajął 10. miejsce w biegu przełajowym, zaś reprezentacja Szwecji zdobyła brązowy medal drużynowo w tej konkurencji (reprezentacje zostały sklasyfikowane według sumy miejsc trzech najlepszych zawodników). Obok Mattssona punkty w drużynie szwedzkiej zdobyli również Eric Backman (2. miejsce) i Hilding Ekman (11. miejsce). Na tych samych igrzyskach Mattsson zajął również 4. miejsce w biegu na 3000 metrów z przeszkodami.
Mattsson był mistrzem Szwecji w biegu na 20 000 metrów w 1920, 1924 i 1925.